# Regula fidei
Mit Regula fidei (lateinisch für „Glaubensregel“, „Norm des Glaubens“; griechisch ὁ κανών τῆς πίστεως, ho kanṓn tē̂s písteōs oder ἀναλογία τῆς πίστεως, analogía tē̂s písteōs) bezeichneten die Kirchenväter die wesentlichen Inhalte des christlichen Glaubens in der apostolischen Überlieferung. Ein gleichbedeutender Ausdruck, oft austauschbar damit verwendet, ist das lateinische Regula veritatis, griechisch ὁ κανών τῆς ἀληθείας, ho kanṓn tē̂s alētheías („Regel der Wahrheit“).
Die Regula fidei war für die Kirchenväter des zweiten und dritten Jahrhunderts vor der Existenz allgemein anerkannter Glaubensbekenntnisse und eines anerkannten Kanons des Neuen Testaments ein Maßstab zur Beurteilung von christlicher Lehre und Praxis. Der Inhalt der Regula fidei leitet sich gemäß den Kirchenvätern (insbesondere Irenäus) direkt vom Zeugnis der Apostel her. Irenäus beschreibt ihn wie folgt (Gegen die Häresien 1,10,1):

„Die Kirche erstreckt sich über das ganze Weltall bis an die äußersten Grenzen der Erde. Sie hat von den Aposteln und ihren Schülern den Glauben empfangen, den Glauben an den einen Gott, den allmächtigen Vater, den Schöpfer des Himmels und der Erde und der Meere und alles was in ihnen ist, und an den einen Christus Jesus, den Sohn Gottes, der, um uns zu erlösen, Fleisch angenommen hat, und an den heiligen Geist, der durch die Propheten die Heilsordnung Gottes verkündet hat, […] seine Geburt aus der Jungfrau, sein Leiden, seine Auferstehung von den Toten und die leibliche Himmelfahrt unseres lieben Herrn Christus Jesus und seine Wiederkunft vom Himmel in der Herrlichkeit des Vaters […]“

Ein wesentlicher Punkt der Regula fidei ist der konsistente Bezug auf „die Schriften“, womit das Alte Testament gemeint ist: das Evangelium von Jesus Christus wurzelt im Gesetz und in den Propheten, und diese werden durch den Bezug auf Jesus Christus neu ausgelegt. Diese Tradition findet sich bereits im Neuen Testament, beispielsweise bei Paulus in 1 Kor 15,3–6  oder in den Predigten von Petrus und Stephanus in Apg 2,14–36 , Apg 3,12–26  und Apg 7,1–53 . Gerade diese Tradition wird immer wieder aufgeführt, um das Christentum der von Celsus als „große Kirche“ bezeichneten Richtung von anderen, insbesondere gnostischen Richtungen abzugrenzen.
Die Regula fidei wird insbesondere in der christlichen Literatur des zweiten und dritten Jahrhunderts häufig verwendet, zum Beispiel bei Polyerates von Ephesus, Clemens von Alexandria, Irenäus von Lyon, (adversus haereses, III, ii.iv), Tertullian und Novatian. Regula veritatis findet sich bei Dionysius von Korinth (um 160), Clemens von Alexandria, Irenäus, Hippolyt von Rom, Tertullian und Novatian.
Die Taufbekenntnisse der damaligen Zeit fassten die wesentlichen Inhalte der Regula fidei für die Gläubigen zusammen. Solche Taufbekenntnisse waren in leicht unterschiedlichen Formen überall in Gebrauch.